# Thatcher Baronets

Wappen der Thatcher Baronets, of Scotney

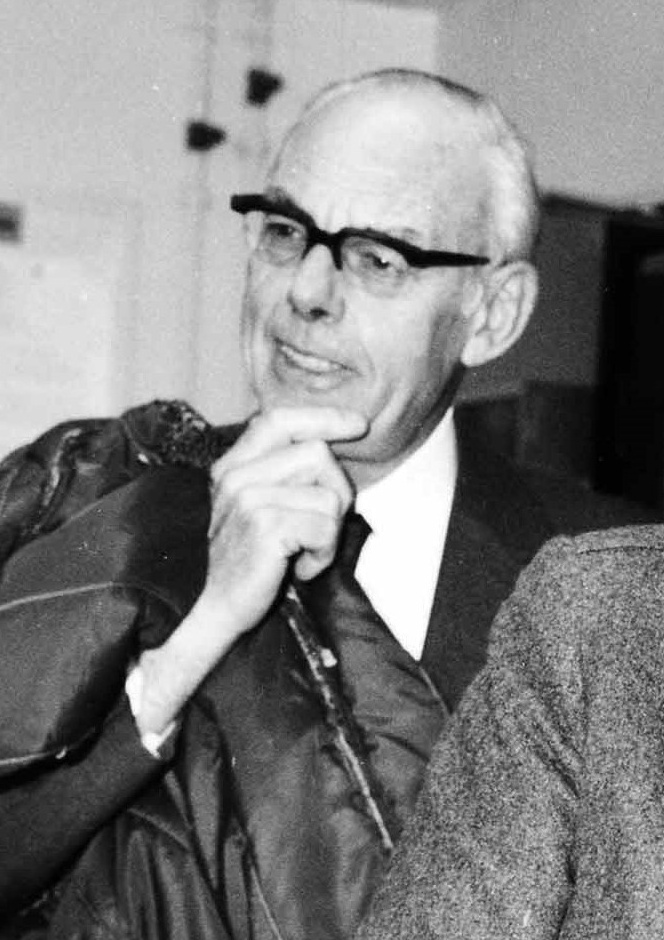
Sir Denis Thatcher, 1. Baronet

Thatcher Baronet, of Scotney in the County of Kent, ist erblicher britischer Adelstitel (Baronetcy) in der Baronetage of the United Kingdom.

## Verleihung und Geschichte des Titels
Der Titel wurde am 7. Dezember 1990 von Königin Elisabeth II. auf Empfehlung von Premierminister John Major für Denis Thatcher geschaffen, neun Tage nach dem Rücktritt seiner Gattin Margaret Thatcher als britische Premierministerin. Major sagte dem Commons Public Administration Committee im Mai 2004, dass er von „einflussreichen Persönlichkeiten“ in der Conservative Party dazu aufgefordert worden sei, gegen seine persönlichen Vorlieben diese Empfehlung zu machen. Die ehemalige Premierministerin Thatcher wurde gleichzeitig in den Order of Merit aufgenommen und wurde nach ihrem Ausscheiden 1992 aus dem Unterhaus zum Life Peer erhoben.
Aktueller Titelinhaber ist Mark Thatcher, der seinem Vater 2003 als 2. Baronet nachfolgte. Nach seiner Verurteilung wegen der Beteiligung an einen Staatsstreichversuch 2004 gab es Forderungen, ihm den Titel zu entziehen.
Der Titel ist die einzige Baronetcy und einer von nur drei noch bestehenden erblichen Adelstiteln, welche seit 1965 außerhalb der Britischen Königsfamilie verliehen wurde. Die anderen beiden Titel Earl of Stockton und Viscount Macmillan of Ovenden wurden dem konservativen Premierminister Harold Macmillan 1984 verliehen.

## Liste der Thatcher Baronets, of Scotney (1990)
- Sir Denis Thatcher, 1. Baronet (1915–2003)
- Sir Mark Thatcher, 2. Baronet (* 1953)

Heir Apparent des aktuellen Titelinhabers ist sein Sohn Michael Thatcher (* 1989).